# Limnoria magadanensis
Limnoria magadanensis är en kräftdjursart som beskrevs av Jesakova 1961. Limnoria magadanensis ingår i släktet Limnoria och familjen borrgråsuggor. Inga underarter finns listade i Catalogue of Life.